# Café blanc
Cet article possède un paronyme, voir Café blanc d'Ipoh.
Le café blanc ou ahweh bayda (قهوة بيضاء) est une boisson libanaise sans lien avec le café, à base d’eau de fleur d'oranger.
Contrairement au café noir, le café blanc et son eau de fleur d'oranger a un effet de relaxation et d'endormissement. Il est servi après un repas en alternative au café noir.